# Eparquía de Mardin de los sirios
La eparquía titular de Mardin de los sirios (en latín: Eparchia Mardinensis Syrorum) es una diócesis titular de la Iglesia católica conferida a miembros de la Iglesia católica siria. Corresponde a una antigua eparquía del patriarcado de Antioquía de los sirios católicos cuya sede estaba en la ciudad de Mardin en la actual Turquía. 

## Historia
Entre c. 150 a. C. y 250 d. C. (aparte de una breve intervención romana cuando se convirtió en parte de la provincia romana de Asiria, Mardin en la Alta Mesopotamia formó parte del reino neoasirio de Osroene. A finales del siglo III fue conquistada por el Imperio sasánida y en 638 cayó en manos de los árabes musulmanes. En el siglo IV Mardin estuvo involucrada en las controversias nestorianas. Los patriarcas de la Iglesia ortodoxa siria (jacobitas) residieron en el monasterio de Dar ez-Za'faran (San Ananías) en Mardin desde 1293. En 1517 Mardin fue conquistada por el Imperio otomano. 
En 1757 el sacerdote siro ortodoxo Miguel Jarweh peregrinó a Jerusalén y quedó muy influenciado por el catolicismo. A su regresó viajó a Mardin e intentó sin éxito convencer al patriarca de aceptar la unión con la Iglesia de Roma, sin embargo de lo cual el patriarca lo ordenó obispo de Alepo el 23 de febrero de 1766 luego de ser elegido por la congregación de esa ciudad. En 1769 un nuevo patriarca anticatólico lo confinó en el monasterio de Dar ez-Za'faran, pero logró escapar el 8 de diciembre de 1774. El 23 de junio de 1775 el papa Pío VI lo reconoció como obispo de Alepo. En 1781 el patriarca Jorge IV murió, Jarweh viajó a Mardin y logró la adhesión de dos obispos sin diócesis, y de los metropolitanos de Jerusalén y de Mardin, estos dos últimos bajo presión de gobernador de Mardin aliado de Jarweh. Estos obispos en sínodo lo eligieron como patriarca, quien aceptó después de que se leyó y aprobó una declaración de fe católica. El 22 de enero de 1783 fue entronizado en el monasterio de Dar ez-Za'faran, tomando el nombre de Ignacio III. Su elección fue confirmada por el papa el 14 de septiembre de 1783, recibiendo el palio el 15 de diciembre de ese año. Mardin pasó a ser la eparquía patriarcal del nuevo patriarca católico sirio.
El partido ortodoxo reaccionó con los dos obispos opuestos, que huyeron a Tur Abdin en donde el patriarca de esa ciudad reunió un sínodo y designó mafrián de la sede patriarcal a uno de ellos -el obispo de Mosul Cirilo Matta-, quien consagró obispos a 4 monjes que lo eligieron patriarca el 6 de febrero de 1782. Matta envió a Estambul a su hermano y logró ser confirmado por el gobierno otomano, se dirigió a Mardin y Jarweh fue apresado y enviado a Mosul y luego a Bagdad, desde donde huyó y se refugió en las montañas del Líbano. Allí construyó el monasterio de Nuestra Señora de la Liberación de Charfé en 1786, a donde fue movida oficialmente por el papa la sede patriarcal desde Mardin el 22 de mayo de 1787.: 222 
De 1802 a 1812 la sede patriarcal se situó de nuevo en Alepo y de 1812 a 1828 volvió a Mardin.
El 17 de marzo de 1828 el obispo jacobita Antonio Samheri se convirtió al catolicismo junto a otro obispo y algunos compañeros. En 1840 tuvo que huir de Amida debido a la persecución de los jacobitas.
En 1829 el gobierno turco dio reconocimiento legal a la Iglesia católica siria, aprobando la separación civil y religiosa de las dos Iglesias sirias. En 1831 el patriarca Pedro Jarweh trasladó su residencia a Alepo, reasumiendo la actividad misionera católica. En 1843 el patriarca siro-católico fue reconocido por el sultán como el jefe civil de su comunidad. La comunidad siro-católica de Mardin creció en número, especialmente en la segunda y en la tercera décadas del siglo XIX, con la conversión al catolicismo de varias familias de ortodoxos sirios, debido al obispo Samheri, que en 1853 fue elegido patriarca de la Iglesia católica siria. Samheri trasladó su cuartel general a Mardin debido a que la comunidad cristiana en Alepo fue severamente perseguida por un levantamiento popular de los musulmanes. Desde entonces Mardin fue de nuevo la eparquía patriarcal hasta 1874, cuando volvió a Alepo, aunque oficialmente siguió en Mardin hasta la década de 1920 cuando el patriarca Ignacio Dionisio Efrén II Rahmani trasladó su sede al Líbano.
Por decreto de la Congregación de Propaganda Fide de 1 de mayo de 1888, la eparquía de Amida fue unida a la de Mardin, pasando a denominarse eparquía de Mardin y Amida (Eparchia Mardensis et Amidensis Syrorum).
En 1898 la sede de Mardin tenía 4000 fieles, 23 sacerdotes y 8 iglesias; mientras que en Amida había 500 fieles, 4 sacerdotes y una sola parroquia.
La sede, junto con la de Amida, fue suprimida de hecho a principios del siglo XX por la desaparición de fieles católicos sirios en la región, luego de las persecuciones perpetradas por los turcos durante la Primera Guerra Mundial. 
El vicariato patriarcal de Mardin fue erigido en 1921 a causa de que por la persecución de los cristianos en el Imperio otomano fue suprimida la archieparquía de Edesa de Osroena y la eparquía de Mardin y su sede unida a la eparquía de Amida. En 1932 el vicariato patriarcal recibió la parte turca de la eparquía de Jazira de los sirios y permaneció de facto como única jurisdicción católica siria en Turquía. La sede del vicario patriarcal fue trasladada desde Mardin a Estambul en 1974 y desde 1991 es el exarcado patriarcal de Turquía.

### Sede titular
Una sede titular católica es una diócesis que ha cesado de tener un territorio definido bajo el gobierno de un obispo y que hoy existe únicamente en su título. Continúa siendo asignada a un obispo, quien no es un obispo diocesano ordinario, pues no tiene ninguna jurisdicción sobre el territorio de la diócesis, sino que es un oficial de la Santa Sede, un obispo auxiliar, o la cabeza de una jurisdicción que es equivalente a una diócesis bajo el derecho canónico.
La eparquía de Mardin de los sirios fue restaurada como eparquía titular en 1972. Fue conferida por primera vez por la Santa Sede el 12 de julio de 1983 a Denis Raboula Antoine Beylouni, obispo de curia del patriarcado sirio.
Existe además la eparquía titular de Mardin de los caldeos, de la Iglesia católica caldea, y la archieparquía titular de Mardin de los armenios, de la Iglesia católica armenia.

## Cronología de los obispos

### Obispos de la sede residencial
- Atanasio Safar † (1685 4 de abril de 1728 falleció)
- Antonio Samheri † (circa 1826-7 de abril de 1854 confirmado patriarca de Antioquía)
- Ignacio Antonio I Samheri † (7 de abril de 1854-14 de marzo de 1864 falleció)
- Ignacio Felipe I Arkousse † (6 de agosto de 1866-7 de marzo de 1874 falleció)
- Ignacio Jorge V Chelhot † (1888 ?-8 de diciembre de 1892 falleció)
- Ignacio Behnam II Benni † (12 de octubre de 1893-13 de septiembre de 1897 falleció)
- Ignacio Dionisio Efrén II Rahmani † (9 de octubre de 1898-7 de mayo de 1929 falleció)[4]

### Obispos de la sede titular
- Denis Raboula Antoine Beylouni (12 de julio de 1983-1 de junio de 1991 nombrado archieparca de Alepo de los sirios)
- Gregorio Elías Tabé (25 de mayo de 1996-8 de mayo de 1999 nombrado archieparca coadjutor de Damasco de los sirios)
- Denis Raboula Antoine Beylouni, desde el 16 de septiembre de 2000[5]